# Eric Festin
Eric Emanuel Festin, född 12 oktober 1878 i Hackås församling, Jämtlands län, död 4 mars 1945 i Östersund, var en svensk museiman, verksam i hembygdsarbetet i Jämtland och Härjedalen, samt från 1919 landsantikvarie i Jämtlands län. 

## Biografi

### Studietid
Efter studentexamen vid Östersunds högre allmänna läroverk år 1900 studerade Festin först juridik vid Uppsala universitet, men övergick sedan till humaniora. Han avlade filosofie kandidatexamen 1912 i arkeologi och konsthistoria. Festin var under sin studietid i Uppsala den huvudansvarige för renoveringen av Norrlands nations gamla hus 1909–1911, där han då samtidigt var kurator, och där han blev hedersledamot år 1929. Han var också en aktiv medlem av föreningen Jamtamot vid nationen ända till sin död.

### Verksamhet
Festin var den drivande kraften och eldsjälen bakom skapandet av länsmuseet och friluftsmuseet Jamtli i Östersund och dess förste chef. Han brukar ibland kallas Jämtlands Hazelius. Han ledde restaureringar av mer än hälften av Jämtlands läns kyrkor samt utförde en mängd arkeologiska utgrävningar och byggnadshistoriska undersökningar och han lyckades, efter en utdragen strid med framför allt Härnösand, lokalisera Landsarkivet till Östersund år 1929.  
Under Festins långa redaktörstid för länsmuseets årsskrift Jämten åren 1913–1945, blev denna en populär och samlande publikation för alla hembygdsintresserade jämtar och härjedalingar. Han uppmuntrade också många lokala skribenter i länets byar att skicka in bidrag, och under hans tid var den en verkligt folklig skrift.
Festin var korresponderande ledamot av Vitterhetsakademien och Gustav Adolfs Akademien samt promoverades till hedersdoktor vid Uppsala universitet år 1942.

### Naturvård
Eric Festin var tidigt naturvårdsintresserad, och blev sekreterare i Jämtlands och Härjedalens naturskyddsförening 1916. År 1922 tog han initiativ till den första återinplanteringen av bäver i Sverige, i Bjurälven i norra Jämtland. Han deltog i opinionen mot den under 1940-talet planerade kraftverksutbyggnaden av Tännforsen.

### Sista vila
Eric Festin avled 4 mars 1945 i Östersund. Han begravdes 19 mars på Hackås kyrkogård.

### Familj
Festin gifte sig 1913 med Alma Johanna Margareta Behm (1880–1967) och de fick fyra barn.
- Britta, som avled som spädbarn 1914.
- Erik Festin (1917–1940) – Reservflygofficersaspirant som omkom i en flygolycka den 17 juli 1940 nära Karlsborg.[4] Festin flög tillsammans med Resoffasp John Douglas Johnsson (f.1918) i en SK 14 och kolliderade med ett träd. Bägge flygare omkom. [5]
- Olof Festin (1919–1994) – Jordbrukare
- Carl Festin (1920–1951) – Ingenjör

## Citat
| ”                                                             | Din kärlek till Jämtland blev din passion, och tusenden gjorde du starka i tron. | „ |
| – ur dikten Eric Festins minne av Olle Arbman i "Jämten" 1945 |                                                                                  |   |